# John Dalton

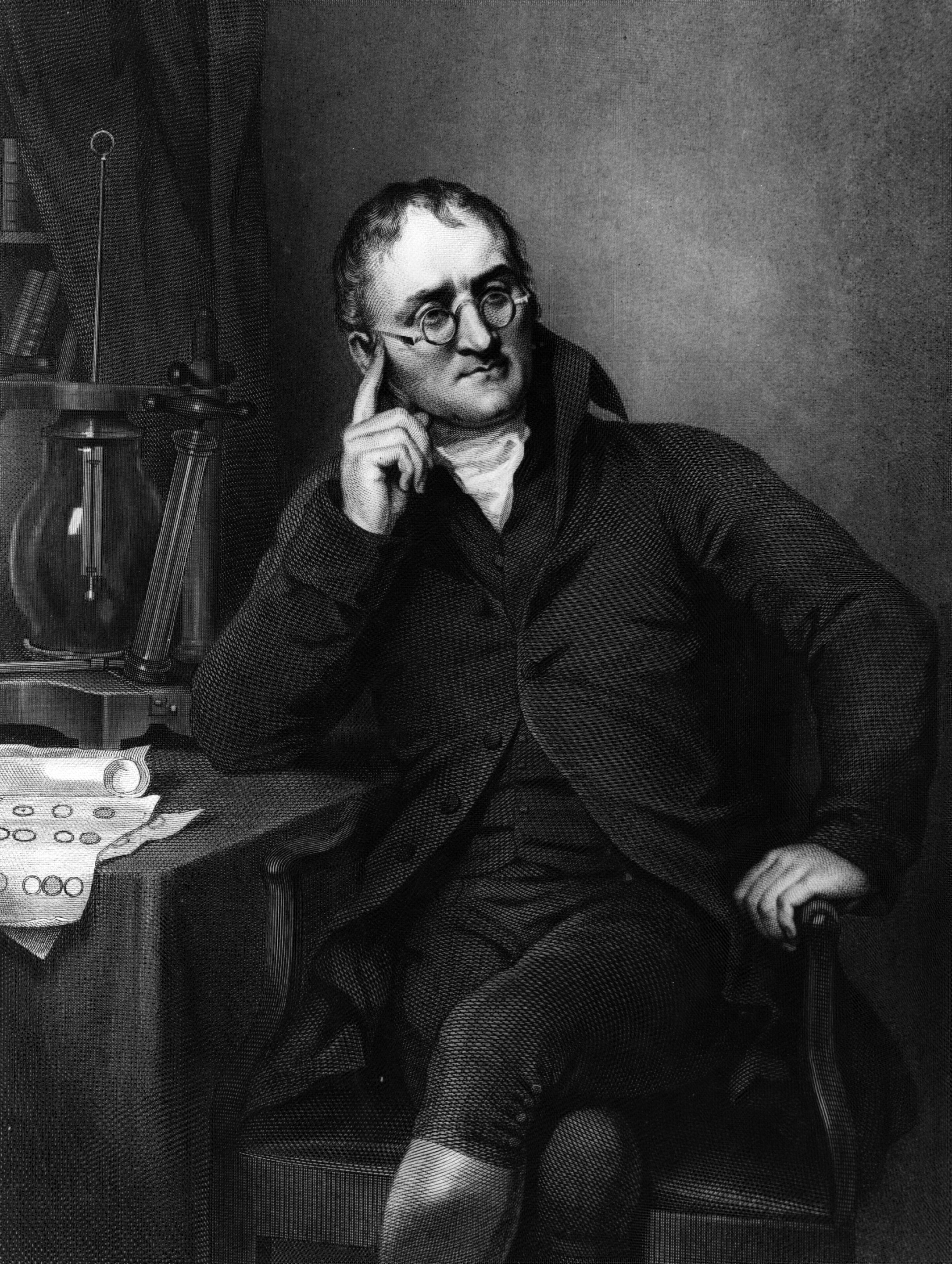
John Dalton

John Dalton (6 tháng 9, năm 1766 – 27 tháng 7, năm 1844) là một nhà hóa học, nhà vật lý người Anh. Ông sinh ra trong một gia đình dệt vải nghèo tại Eaglesfield, một vùng phía Tây Bắc nước Anh. Thời niên thiếu, để có đủ điều kiện tiếp tục theo học và đeo đuổi lòng đam mê khoa học của mình, John Dalton phải trốn nhà để đi trợ giảng ở một trường trung học tại Kendan (khi ấy, ông chỉ mới 15 tuổi). Vài năm sau, khi Dalton 19 tuổi, ông đã được cử giữ chức hiệu trưởng trường trung học này. Về sau, ông trở nên nổi tiếng vì những đóng góp, lý giải của ông trong thuyết nguyên tử và các nghiên cứu của ông về bệnh mù màu trong khi bản thân ông cũng mắc căn bệnh này (Dalton bị mù màu đỏ lục). Lý thuyết về nguyên tử của Dalton là cơ sở để xây dựng các lý thuyết khác về nguyên tử sau này.
Trong năm 1790 Dalton đã định chọn ngành luật hay y khoa, nhưng dự định của ông không được khuyến khích của những người thân, nên ông vẫn ở lại Kendal đến tận mùa xuân năm1793 ông mới di chuyển đến Manchester. Dalton được bổ nhiệm làm một giáo viên dạy toán và khoa học tự nhiên ở Học viện Manchester. Ông ở vị trí này đến tận trường này được di chuyển đến York vào năm 1803, khi đó ông trở thành một giáo viên dạy toán và dạy hóa, vừa dạy công và dạy tư.

## Khí tượng học, thị giác và các lĩnh vực khác
Phương pháp sống của Dalton chịu ảnh hưởng sâu sắc của một tín đồ phái giáo hữu (Quaker), một nhà khí tượng học xuất sắc, người đã làm ông quan tâm đến những vấn đề của toán học và khí tượng học. Năm 1787 ông bắt đầu giữ các ghi chép của ông về khí tượng học  ông đã đưa vào đó hơn 200.000 những quan sát. Ấn bản đầu tiên của ông là Các luận văn và quan sát khí tượng (Meteorological Observations and Essays) (năm 1793), trong đó có nhiều ý tưởng là tiền đề cho các phát minh của ông sau đó.
Một tác phẩm khác của Dalton là Những nguyên lý cơ bản của Ngữ pháp tiếng Anh (Elements of English Grammar), được xuất bản năm 1801. Năm 1794 ông được bầu vào làm thành viên của Hội Triết học và Văn chương Manchester (ManchesterLiterary and Philosophical Society)

## Thuyết nguyên tử

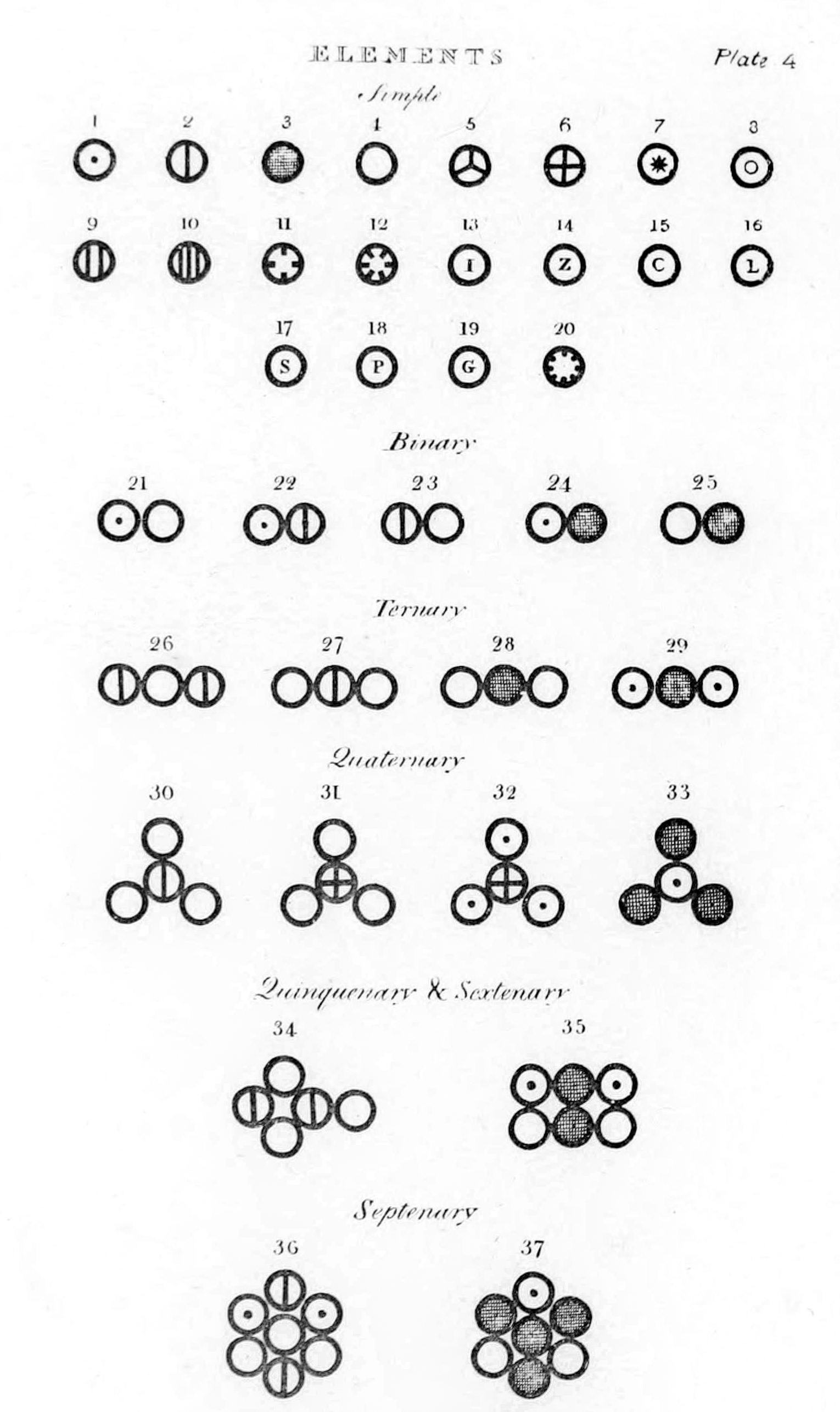
Các nguyên tử và phân tử khác nhau trong mô hình của John Dalton trong ấn phẩm Hệ thống mới của triết học hóa học (A New System of Chemical Philosophy (xuất bản năm 1808).

Vào năm 1808, John Dalton đã đưa ra lý thuyết nguyên tử của ông dựa trên định luật bảo toàn khối lượng và định luật tỷ lệ các chất trong các phản ứng hoá học. Tất cả lý thuyết của ông dựa trên năm giả thuyết. Giả thuyết thứ nhất phát biểu rằng tất cả vật chất đều được tạo thành từ các nguyên tử. Giả thuyết thứ hai là các nguyên tử của cùng một nguyên tố sẽ có cùng một cấu trúc và tính chất. Giả thuyết thứ ba là các nguyên tử không thể bị phân chia, không thể được sinh ra hoặc mất đi. Giả thuyết thứ tư là các nguyên tử của các nguyên tố khác nhau kết hợp với nhau để tạo ra các hợp chất. Giả thuyết thứ năm là trong các phản ứng hoá học, các nguyên tử có thể kết hợp, phân tách hoặc tái sắp xếp lại. Lý thuyết của Dalton không chỉ giải thích các định luật trên mà còn là cơ sở để xây dựng các lý thuyết khác về nguyên tử sau này.